# Andreas Herzog
Andreas Herzog (Viena, 10 de setembre de 1968) és un exfutbolista austríac de la dècada de 1990.
Pel que fa a clubs, destacà al Rapid Viena, Werder Bremen –on passà vuit anys en dues etapes– i al Bayern de Múnic. Acabà la carrera al Los Angeles Galaxy el 2004.
Fou internacional amb Àustria entre 1988 i 2003, amb la qual participà en les Copes del Món de 1990 i 1998. En total fou 103 cops internacional i marcà 26 gols.
L'1 d'agost de 2018 fou nomenat seleccionador d'Israel.

## Palmarès
Rapid Viena
- Lliga austríaca de futbol: 1986-87, 1987-88

Werder Bremen
- Lliga alemanya de futbol: 1992-93
- DFB-Pokal: 1993-94, 1998-99

Bayern de Múnic
- Copa de la UEFA: 1995-96

Individual
- Futbolista austríac de l'any: 1992